# Schock (Volkswirtschaftslehre)
Unter einem makroökonomischen Schock versteht man in der Wirtschaft meist exogene Ereignisse, die erheblich auf eine Volkswirtschaft einwirken.
Der Begriff stammte ursprünglich aus der Medizin, wo er für den Menschen als lebensbedrohliches Zustandsbild gilt. Die Medizin übernahm ihn als Anglizismus (englisch shock ‚Stoß, Erschütterung‘). In der Makroökonomie beschreibt er ein plötzliches, also nicht geplantes und nicht erwartetes massives Ereignis, das die Marktteilnehmer überrascht („schockiert“) und auf das sie nicht sofort und angemessen reagieren können. Schocks sind die exogene Veränderung von Gesamtnachfrage oder Gesamtangebot. Schocks sind die Veränderungen exogener Größen, die sich auf endogene Größen auswirken. Eine Anpassung ist kurzfristig (englisch short run) für Marktteilnehmer nicht möglich wegen verschiedener Verzögerungseffekte (Wahrnehmung des Schocks, Entscheidungen und deren Umsetzung), so dass erst eine mittel- oder langfristige Reaktion (englisch long run) möglich ist.

## Ursachen
Ein beliebiger Auslöser (englisch trigger), der zur Verunsicherungen an den Börsen oder anderen Märkten führt, verursacht weltweit in Wirtschaftszweigen, die die Voraussetzungen für einen Trendbruch aufweisen, einen Schock. Ursachen können politischer, psychologischer, wirtschaftlicher oder sonstiger Natur sein. Zu den politischen Ursachen gehören beispielsweise Kriege (Bürgerkriege, Handelskriege) oder Staatskrisen (Revolution, Verschuldungskrise), psychologische zeigen sich durch große Ungewissheiten oder Unsicherheiten, wirtschaftliche Ursachen (Finanzkrisen, Marktentwicklung, Marktstörungen, Spekulationsblasen, Strukturwandel, Unternehmenskrisen, Versorgungskrisen), sonstige sind etwa Naturkatastrophen, Pandemien, Technologien oder Terrorismus.
Die Ursachen können auch systematisiert werden nach ihrer auslösenden ökonomischen Größe in Konjunkturschocks, Kreditschocks, Liquiditätsschocks und Preisänderungsschocks. Konjunkturschocks können etwa durch eine Branchenkrise ausgelöst werden, die wiederum zu Kreditschocks führen kann. Sie treten auf, wenn der Schuldendienstdeckungsgrad bedeutender Schuldner oder ganzer Branchen nicht mehr gegeben ist und dadurch ihre Kreditgeber ebenfalls in eine Unternehmenskrise geraten oder durch eine Kreditklemme. Folge hiervon wiederum können Liquiditäts- und Preisänderungsschocks sein, die zu Unternehmenskrisen führen können und sich als Contagion-Effekt über Dominoeffekte auf die Volkswirtschaft oder Weltwirtschaft auswirken können. Die größte Bankenpleite von Lehman Brothers im September 2008 löste weltweit einen Schock an den Finanzmärkten aus, zumal die Marktteilnehmer von einer Rettung ausgingen, so dass der Interbankenhandel und der Derivatemarkt gänzlich zusammenbrachen.

## Arten
Schocks sind wie folgt zu systematisieren:
- Positive oder negative Schocks: Je nachdem, ob Schocks vorteilhaft oder nachteilig für die Gesamtwirtschaft sind, spricht man generell von positiven oder negativen bzw. günstigen oder ungünstigen Schocks.[6] Im Folgenden werden nur die negativen Schocks unterstellt.
- Monetäre oder reale Schocks: Die monetären Schocks betreffen die Finanzwirtschaft, reale die Realwirtschaft. Monetäre Schocks lösen relativ starke kurzfristige Wechselkurseffekte aus, weil sie über das System der rascher reagierenden Finanzmärkte erst verzögert auf die Gütermärkte einwirken. Realwirtschaftliche Schocks (etwa autonome Angebots- oder Bedarfsverschiebungen) entstehen im güterwirtschaftlichen Sektor und lösen erst nach Reaktion des Gütermarktes auch Anpassungsprozesse der Finanzmärkte aus.[7]
- Angebots- oder Nachfrageschocks: Ein negativer Angebotsschock stellt Rudiger Dornbusch zufolge eine wirtschaftliche Störung dar, deren erster Einfluss in einer Verschiebung der aggregierten Angebotskurve nach links besteht.[8] Sie führen dazu, dass das Preisniveau steigt und das Marktvolumen sinkt.[9] Sind Marktpreise und Marktvolumen negativ korreliert, handelt es sich um einen realen Angebotsschock, sind sie positiv korreliert, liegt ein realer Nachfrageschock vor.[10] Negative Nachfrageschocks verschieben die Nachfragekurve nach links und führen dazu, dass das bisherige Produktionsvolumen nicht mehr aufrechterhalten werden kann, so dass es zu den herrschenden Faktorpreisen nicht rentabel ist, die Beschäftigung aufrechtzuerhalten; es entsteht Arbeitslosigkeit.[11] Regierungen reagieren oft mit stabilisierenden Stützungsprogrammen, so dass die Staatsausgaben steigen und die Staatsverschuldung zunimmt.
- Symmetrische oder asymmetrische Schocks: Von symmetrischen Schocks werden alle Staaten gleich und in der gleichen Richtung getroffen. Verhalten sich Staaten auf gleiche Schocks dagegen unterschiedlich und/oder wirken sich Schocks nur auf bestimmter Länder oder Wirtschaftszweige aus oder es unterscheidet sich die Richtung, handelt es sich um asymmetrische Schocks.[12] Symmetrische Schocks werden in diesem Zusammenhang alle realen oder monetären Angebots- und Nachfragestörungen genannt, die eine relative Mengen- oder Preisanpassung zwischen dem Inland und Ausland erfordern.[13]
- Temporäre oder permanente Schocks: Temporäre Schocks werden durch lediglich vorübergehende Schwankungen etwa der Rohstoffpreise (symmetrisch) oder der Beschäftigung in einer Volkswirtschaft (asymmetrisch) hervorgerufen.[14] Permanente Schocks sind häufig das Ergebnis mittel- oder langfristiger Ungleichgewichte der Gesamtwirtschaft (Konsum, Staatsverbrauch, Investitionen oder Außenbeitrag).
- Exogene und endogene Schocks: Exogene Schocks treffen einen Staat oder einen Markt von außen und wirken hierauf ein. Auch endogene Schocks sind möglich und haben ihren Ursprung im Marktmechanismus. Beispielsweise können Unternehmen in der Expansion dazu neigen, die Nachfrage zu überschätzen und Erweiterungsinvestitionen vorzunehmen, die nicht voll ausgelastet werden können und zu Leerkapazitäten oder Überkapazitäten mit anschließender Rezession führen.

Der Nixon-Schock vom März 1973 war beispielsweise ein symmetrischer, permanenter, negativer Angebots- und Nachfrageschock durch das Bretton-Woods-System. Der Ölpreisschock 1973/1974 war ein symmetrischer, permanenter, negativer Angebotsschock. Die Weltfinanzkrise ab 2007 ist als symmetrischer, permanenter, negativer Angebots- und Nachfrageschock einzustufen mit der Folge größerer Angebots- oder Bedarfsverschiebungen.

## Wirtschaftliche Aspekte
Makroökonomische Schocks stören das gesamtwirtschaftliche Marktgleichgewicht, so dass dynamische Übertragungseffekte ausgelöst werden. Durch daraus entstehende Anpassungsprozesse wird ein neues gesamtwirtschaftliches Marktgleichgewicht wiederhergestellt. Ein exogener Schock definiert sich als eine überraschende Änderung exogener Variablen. Es handelt sich um ein einmaliges Ereignis, dessen Ausmaß und Zeitpunkt von den Wirtschaftssubjekten nicht antizipiert werden kann. Er zieht meist Veränderungen in der Wirtschaftsstruktur und weitere, nachlaufende Anpassungsprozesse nach sich.
Theoretische Grundlage der Schocks ist das 1936 von John Maynard Keynes entwickelte IS-LM-Modell, das bei der Güternachfrage eine Verschiebung der IS-Kurve und bei der Geldnachfrage eine Verschiebung der LM-Kurve vorsieht. Aus der Sicht von Keynes werden Rezessionen nicht durch negative Angebotsschocks, sondern durch eine zu geringe Nachfrage ausgelöst. Das Multiplikator-Akzelerator-Modell von Paul A. Samuelson und John R. Hicks (1939/1950) geht davon aus, dass ein exogener Schock größere Schwingungen nach sich zieht. Die ältere Theorie optimaler Währungsräume von Robert Mundell (1961) sah den Wechselkurs als Mittel zur Überwindung asymmetrischer Schocks, welche die Länder einer Währungsunion in unterschiedlichem Ausmaß treffen würden, wobei sie vor allem Nachfrageschocks in den Vordergrund stellte. Das von Rudiger Dornbusch 1976 entwickelte Modell versucht das Phänomen des „Overshooting“ zu erklären, also das Überschießen des nominalen Wechselkurses im Anschluss an einen monetären Schock. Danach reagiert der Wechselkurs kurzfristig auf einen exogenen Schock heftiger als langfristig. Das Überschießen kann die Entstehung von Spekulationsblasen zur Folge haben, die eine eigenständige Schockursache darstellen. 
Ein Angebotsschock stellt Dornbusch zufolge eine wirtschaftliche Störung dar, deren erster Einfluss in einer Verschiebung der aggregierten Angebotskurve besteht. So führte der Ölpreisschock zwischen 1971 und 1974 durch eine Vervierfachung des Ölpreises zu einer Rezession in den Jahren zwischen 1973 und 1975. Entsprechend werden aggregierte Nachfrageschocks bei Änderungen der Staatsausgaben, der Staatsschulden und des Leitzinses untersucht. Ein Sättigungsschock liegt vor, wenn das Marktwachstum seinen Höhepunkt erreicht hat und gleichzeitig die Erweiterungsinvestitionen ihr Maximum erreichen.
Die Finanz- und Konjunkturpolitik muss ihre Instrumente auf alle möglichen Arten von Schocks ausrichten, wobei für deren Bekämpfung die Staatseinnahmen und Staatsausgaben zur Verfügung stehen. So kann auch die Steuerpolitik zur Reaktion auf Schocks genutzt werden, während die Ausgabenpolitik gezielte antizyklisch wirkende Konjunkturprogramme generieren kann.
Nachfrageschocks werden in der Europäischen Union durch expansive Geldpolitik bekämpft.
Angebotsschocks zu bekämpfen ist etwas schwieriger:
1. Eine expansive Geldpolitik würde das Realproduktionsniveau stabilisieren, aber auch die Inflation erhöhen.
2. Eine kontraktive Geldpolitik würde die Inflation verringern, aber auch den Produktionsrückgang verstärken.
3. Regierungsseitig sollte durch geeignete Angebotspolitik reagieren.
4. Die Gewerkschaften sollten die Reallohnsteigerungen an die Produktivitätsentwicklung anpassen.

## Bedeutung
Volkswirtschaften unterliegen ganzzeitlich makroökonomischen Schocks und ihren dynamischen Auswirkungen auf die Produktion. Diese dynamischen Auswirkungen werden als Übertragungsmechanismen bezeichnet. Somit gelten ständig auftretende makroökonomische Schocks und ihre dynamischen Auswirkungen als Ursache für Produktionsschwankungen, welche auch oft als Konjunkturzyklen bezeichnet werden, also Schwankungen des Produktionswachstums um ein Trendwachstum. Die Übertragungsmechanismen makroökonomischer Schocks können sich ganz unterschiedlich auswirken, meist jedoch in kurzer Frist. So sind beispielsweise die Wirkungen auf die Produktion anfangs sehr stark und bauen sich nach und nach wieder ab oder sie sind anfangs schwach, werden im Laufe der Zeit stärker und schwächen dann wieder ab. Manche Schocks wirken allerdings auch in mittlerer Frist auf die Produktion, so zum Beispiel eine dauerhafte Erhöhung eines Rohstoffpreises als Auswirkung auf das aggregierte Angebot. Im Zeitverlauf verarbeitet das Marktsystem durch Anpassungsprozesse diese Schocks so, dass sich unter den neuen Voraussetzungen ein neues gesamtwirtschaftliches Gleichgewicht einstellt. Durch neue Schocks beginnt dieser Anpassungsprozess dann von neuem und Konjunkturzyklen entstehen. Ein Schock oder eine ungünstige Kombination mehrerer Schocks kann so ungünstige Auswirkungen auf die Wirtschaft haben, dass es zur Strukturkrise oder Rezession der Konjunktur kommt, wie zum Beispiel ausgelöst durch den Ölpreisschock in den 1970er Jahren.